# Тончо Стаевски
Тончо Петков Стаевски (Григор) е участник в Съпротивителното движение по време на Втората световна война, партизанин от Партизански отряд „Христо Кърпачев“. Български поет.

## Биография
Тончо Стаевски е роден на 3 ноември 1924 г. в махала „Лъгът“, гр. Троян. Завършва Троянската гимназия. Като ученик пише стихове. Активен член на РМС.
Участва в Съпротивително движение по време на Втората световна война. Ремсов организатор за Троянска околия. Ятак на първите троянски партизани. На 3 септември 1943 г. излиза в нелегалност. Приема партизанско име Григор. Участва във формирането на III- а Троянска чета на Партизански отряд „Христо Кърпачев“. През декември 1943 е заместник командир на четата. Води партизански дневник, в който записва и поетичното си творчество. 
Загива на 11 април 1944 г. в местността „Драгойчов камък“ край гр. Троян от провокатор. Поетичното му творчество и дневник са издадени след 9 септември 1944 г.